# Rochambeau (1865)

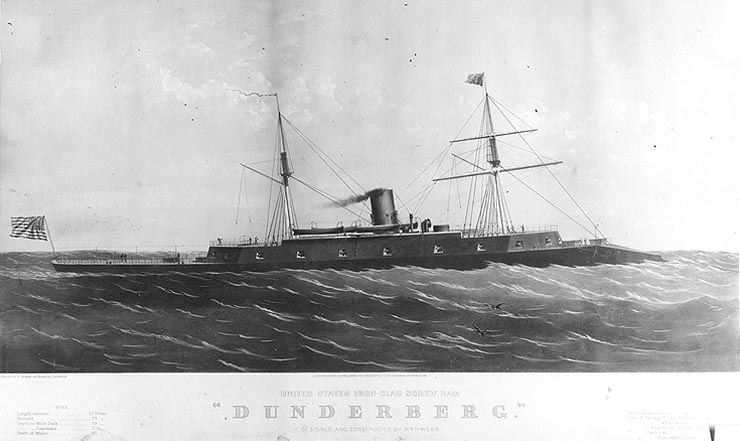
Корабель ще як "Dunderberg"

Rochambeau,  побудований як Dunderberg, що у перекуладі зі шведської означає "громова гора)",  був морехідним казематним броненосцем з 16 гарматами. Він нагадував збільшену, двощоглову версію казематного броненосця Конфедерації CSS Virginia. Спочатку корабель планували озброїти гарматами як у  баштах,  і у казематах, але від башт відмовились ще на стадії будівництва. Воно  розпочалося в 1862 році, але прогрес був повільним, і корабель був спущений на воду лише після закінчення Громадянської війни в США у 1865 році. 
Корабель не був прийнятий ВМС Союзу, тому його будівник почав шукати зарубіжних покупців в інших місцях. Отто фон Бісмарк висловив зацікавленість у придбанні корабля. Імовірність появи у  Пруссії такого корабля спонукала Францію придбати його.  Включений до складу флоту в 1867 році під назвою "Рошамбо". Спочатку броненосець помістили у резерв. Був мобілізований в 1870 році для участі у франко-прусській війні . Корабель не взяв участі у бойових діях і був виведений з експлуатації після закінчення війни. "Рошамбо" був виключений зі списку ВМС у 1872 р. та утилізований у 1874 році. 